# Cowdenbeath
Cowdenbeath ist eine Stadt in der schottischen Council Area Fife. Sie ist etwa zehn Kilometer nordnordöstlich von Dunfermline und gut 30 km nordnordwestlich von Edinburgh gelegen. Im Jahre 2011 verzeichnete Cowdenbeath 11.401 Einwohner.

## Geschichte
Ursprünglich war Cowdenbeath eine kleine ländliche Siedlung, welche dann im Zuge der Erschließung der Kohle- und Erzvorkommen in Fife ab 1850 erheblich wuchs. So stieg die Einwohnerzahl von Cowdenbeath von 1148 im Jahre 1861 innerhalb von 20 Jahren auf 2712 an. Auf dem Höhepunkt lebten rund 25.000 in Cowdenbeath. Mit der zunehmenden Schließung der Bergwerke sank die Einwohnerzahl wieder und schwankt seit 1961 um 12.000. Seit 1881 gibt es mit dem FC Cowdenbeath einen heute professionellen Fußballverein in Cowdenbeath.

## Verkehr
Cowdenbeath ist durch die direkt südlich verlaufende A92, die Dunfermline via Dundee mit Stonehaven verbindet, an das Fernstraßennetz angeschlossen. Wenige Kilometer westlich verläuft die Autobahn M90, die südlich von Dunfermline über die Forth Bridge nach Edinburgh führt. Bereits im 19. Jahrhundert wurde in Cowdenbeath ein eigener Bahnhof etabliert. Heute wird er von der First ScotRail auf der Fife Circle Line bedient.

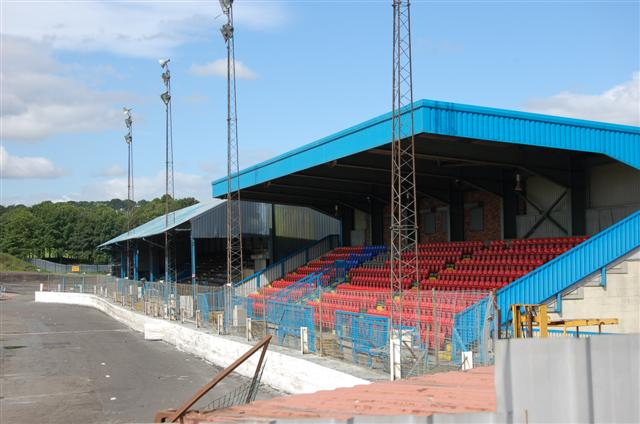
Stadion des FC Cowdenbeath
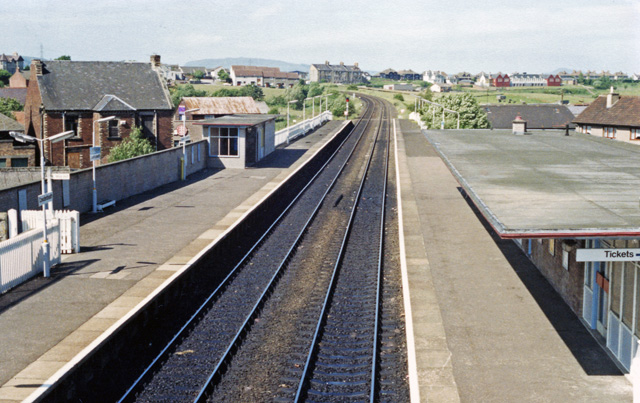
Bahnhof von Cowdenbeath
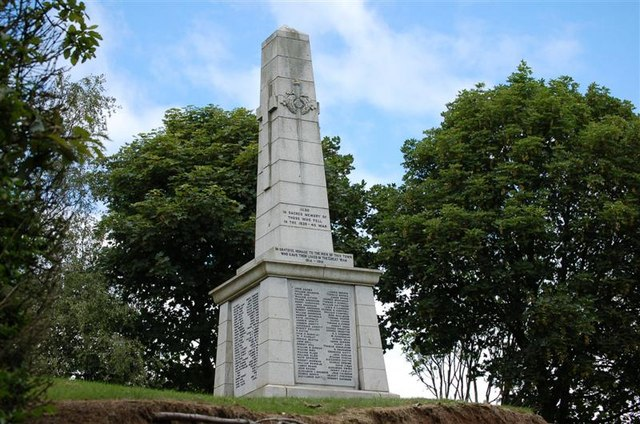
Kriegerdenkmal in Cowdenbeath

## Persönlichkeiten
- Dennis Canavan (* 1942), Politiker